# NGC 6704
NGC 6704 est un jeune amas ouvert situé dans la constellation de l'Écu de Sobieski. Il a été découvert par l'astronome allemand August Winnecke en 1854.
La taille apparente de l'amas est de 5 à 6 minutes d'arc, ce qui, compte tenu de la distance comprise entre 1761 pc et 2040 pc et grâce à un calcul simple, équivaut à une taille réelle comprise entre 8,3 et 11,6 années-lumière.
Selon la classification des amas ouverts de Robert Trumpler, cet amas renferme entre 50 et 100 étoiles (lettre m) dont la concentration est forte (I) et dont les magnitudes se répartissent sur un intervalle moyen (le chiffre 2) ou grand (le chiffre 3). Selon le site Lynga consacré aux amas ouverts, le nombre d'étoiles de l'amas est de 30.

## Observation
Avec une magnitude visuelle de 9,2, on peut observer l'amas avec des jumelles dont l'ouverture est de 60 à 70 mm pour l'observerAvec une magnitude visuelle de 9,2, on peut observer l'amas avec des jumelles dont l'ouverture est de 60 à 70 mm pour l'observer.

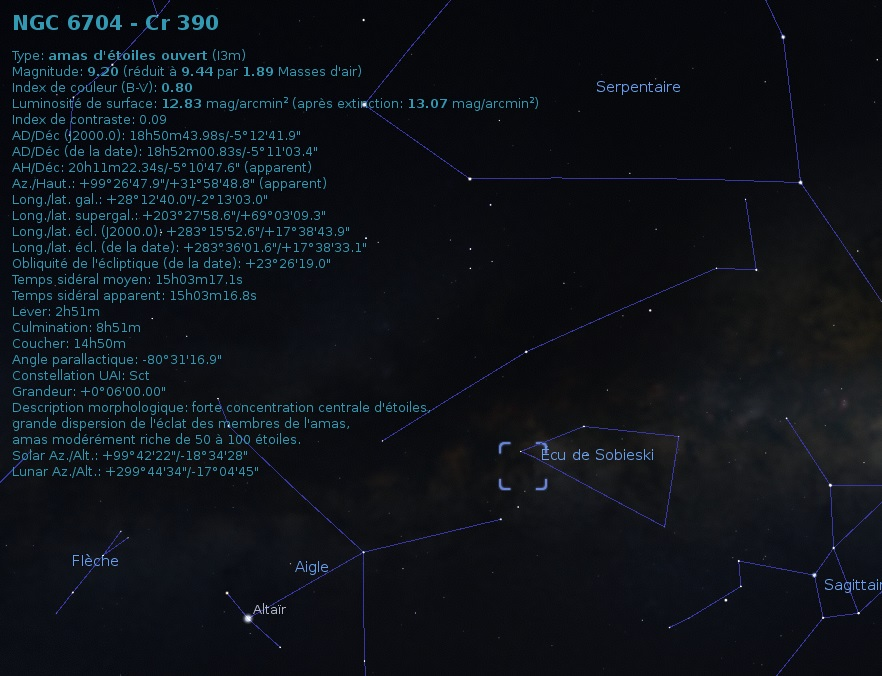
Localisation de NGC 6704 dans la constellation de Scorpion. (Stellarium)

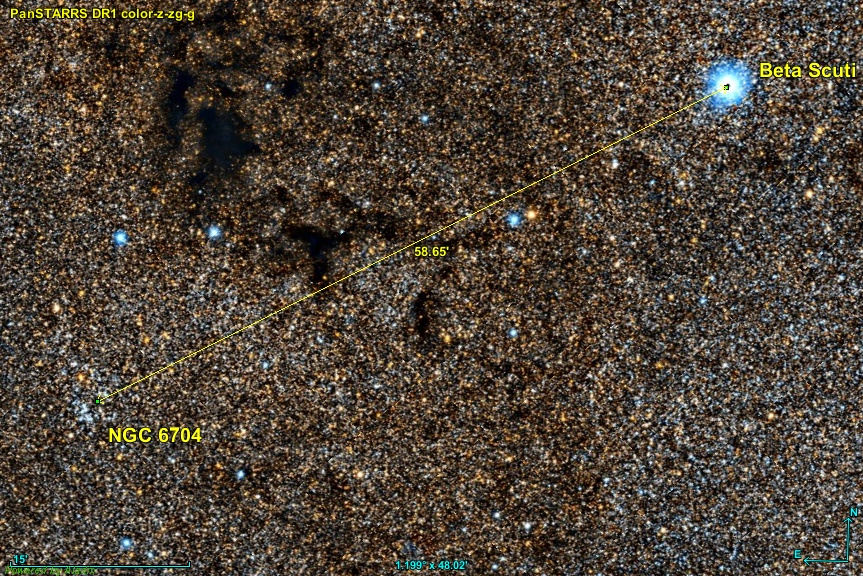
Position de NGC 6704 par rapport à deux étoiles.

NGC 6704 est situé à environ 58,7" au sud-est de l'étoile Beta Lupi.

## Caractéristiques

### Distance et vitesse
Selon deux publications récentes (2021) basées sur les mesures réalisées par le satellite Gaia de la parallaxe des étoiles de NGC 6704, l'amas est à 1 761 ± 81 pc (∼5 740 al) du système solaire, ou à environ 2 040 pc (∼6 650 al). La base de données Simbad indique une autre valeur de la distance, soit 2957 pc.
Deux valeurs identiques et récentes (2018 et 2021) de la vitesse également basées sur les mesures de Gaia sont indiquées sur Simbad : 25,49 ± 0,22 km/s,.

### Métallicité
Simbad rapporte une valeur de la métallicité (Fe/H) égale à +0,273. Cela signifie que le pourcentage d'éléments lourds (plus lourd que l'hydrogène et l'hélium) de cet amas est égal à 10+0,273 (187%) de celui du Soleil.

## Étoiles
Simbad montre aussi un bouton nommé Children. En cliquant sur ce bouton, on atteint une section de cette base de données qui renferme un tableau contenant 168 entrées pour NGC 6704. Cependant, des étoiles (les Children) peuvent apparaître plusieurs fois dans la deuxième colonne du tableau, d'où le nombre de liens bibliographiques qui est supérieure au nombre d'étoiles. La quatrième colonne de ce tableau indique la probabilité que l'étoile appartienne à l'amas. En cliquant sur le titre de cette colonne, on peut classer la probabilité par ordre croissant ou décroissant. En cliquant sur la désignation de l'étoile, on atteint la page de Simbad qui résume ses propriétés.